# La musica della mafia
La musica della mafia è una trilogia di cd musicali che raccoglie una selezione di brani musicali di musica popolare sul tema della 'ndrangheta
(Mafia calabrese).
Il cofanetto di cd ha incluso un libretto con i testi in dialetto calabrese e traduzione in tedesco e inglese e di foto di tatuaggi e carcerati scattate dal giornalista Francesco Sbano (autore anche del film Uomini d'onore).

## Accoglienza
La pubblicazione di questa raccolta suscitò l'attenzione di testate giornalistiche (Times, New York Times, Der Spiegel, Le Monde) e di alcune trasmissioni televisive straniere.
In Italia il terzo cd che sarebbe dovuto uscire nel 2005 non uscì poiché il giorno prima fu assassinato il vicepresidente del Consiglio regionale della Calabria Francesco Fortugno.
Francesco Sbano e Demetrio Siclari, curatori della raccolta, fecero irruzione in un museo della 'ndrangheta di Reggio Calabria per chiedere il pagamento del diritto d'autore e finirono indagati dalla Procura di Reggio Calabria
.

## Album
- La musica della mafia. Il canto di malavita
- La musica della mafia volume II. Omertà, onuri e sangu
- La musica della mafia volume III. Le canzoni dell'onorata società.